# Chlothar IV.
Chlothar IV. také Chlotar, Hlothar či francouzsky Clotaire (685?–718) byl franský král z merovejské dynastie, který vládl v Austrasii od roku 717 až do své smrti. Patřil k roi fainéant, králům bez výkonné moci, skutečnou mocí vládl Karel Martel, majordom austrasijského paláce, který ho na královský trůn dosadil jako opozici proti Chilperichovi II., jehož vláda se tím omezila pouze na Neustrii.
Od roku 679, kdy bylo království Franků rozděleno, probíhal mezi Pipinovci boj o nástupnictví ve funkci majordomů. Po Chlotharově smrti bylo království znovu sjednoceno pod vládu Chilpericha II.

## Životopis
Chlotharův původ je neznámý, nedochovaly se žádné primární zdroje. Dochované dokumenty z jeho vlády píší, že králem v Austrasii byl mezi 28. červnem 717 a 24. únorem 718. Franský seznam králů z doby vlády Karla II. Holého udává délku jeho panování jeden rok. Jeho vláda začala nejdříve 21. března 717 a skončila nejpozději 18. května 718. Přestože byl pouhou královskou loutkou (roi fainéant), přesto k získání úřadu majordoma byla potřeba merovejská legitimita, která přinutila Karla Martela, aby ho jmenoval do opozice proti Chilperichovi. Chlotharův otec byl buď Theuderich III. († 691), v tom případě Chlotharovi bylo asi 35 let, když nastoupil na trůn, nebo Childebert III. († 711), v tom případě mu při dosazení na trůn bylo kolem 20 let.
Chlothar IV. byl králem jmenován Karlem Martelem po jeho vítězství nad silami Chilpericha II. a Ragenfrida, majordoma neustrijského paláce, v bitvě u Vincy dne 21. března 717. Vítězstvím Karel Martel získal kontrolu nad většinou území Austrasie a jmenování opozičního krále sloužilo Karlu Martelovi k dosažení dvou cílů. Jednak tím mohl legitimizovat úřad majordoma královského paláce, který prohlásil za dědictví po svém otci Pipinovi II. Prostředním, jednak mu to rozšířilo vojenské zdroje tím, že mohl získat větší počet bojovníků prostřednictvím královského předvolání. Po jmenování Chlothara králem se Chilperich II. a Ragenfrid spojili s vévodou Odou Akvitánským a chystali se zaútočit proti Chlotharovi a Martelovi. Obě znepřátelené strany se střetly po smrti Chlothara, na začátku roku 718, kdy Karel Martel protivníky porazil v bitvě u Soissons. Chilperich II. s Odonem Akvitánským uprchl na jih od Loiry a Ragenfrid uprchl do Angers.
Za Chlotharovy vlády a jeho jménem byl vydán Lex Alamannorum kodex pro Alamany. Jedna ze tří skupin rukopisů Lex Alamannorum se nazývá Lex Alamannorum Hlotharii (vyhlášeno Chlotharem). Franská kronika z 8. století Liber Historiae Francorum zmiňuje Chlotharovu smrt v roce 719. Pravděpodobnější je, ale úmrtí v roce 718 mezi 24. únorem, datem jeho posledního známého činu a 18. květnem, kdy klášter Weissenburg v Alsasku datoval jeho listiny. Následné pronásledování Chilpericha II. Karlem Martelem, které vyvrcholilo vyjednáváním s Odonem Akvitánským o Chilperochově návratu, bylo pravděpodobně vyžadováno náhlou smrtí Chlothara IV. Náhlé úmrtí Chlothara bylo podezřelé a situace naznačovala, že byl zabit z příkazu Karla Martela ve prospěch poraženého, ale legitimnějšího merovejského Chilpericha.